# 明証 (クルアーン)
『明証』とは、クルアーンにおける第98番目の章（スーラ）。8つの節（アーヤ）から成る。